# Sea of Love (The National)
Sea of Love is een nummer van de Amerikaanse alternatieve rockband The National uit 2013. Het is de vierde single van hun zesde studioalbum Trouble Will Find Me.
Het nummer wist in thuisland de Verenigde Staten geen hitlijsten te bereiken. België was het enige land waar het nummer een klein succesje werd; de plaat bereikte de 18e positie in de Vlaamse Tipparade.